# Luckey Roberts
Charles Luckeyeth Roberts, genannt Luckey Roberts, (* 7. August 1887 in Philadelphia; † 5. Februar 1968 in New York City) war ein US-amerikanischer Jazz-, Ragtime- und Blues-Pianist, Komponist und einer der Begründer des Stride-Piano-Stils.
Roberts spielte schon als Kind in umherziehenden Minstrel-Shows Piano – seinen ersten Bühnenauftritt hatte er als Dreijähriger als schlafendes Kind in Aufführungen von Uncle Toms Cabin. Ab 1910 wohnte er in New York, wo er bald einer der führenden Pianisten in Harlem wurde und ab 1913 eigene Ragtime-Stücke veröffentlichte (die aber stets für die Publikation stark vereinfacht wurden). Anfangs konnte er noch keine Noten lesen und beeindruckte vor allem durch seine Technik, doch schon bald begann er sich musikalisch fortzubilden. Er gilt als einer der Urväter des stride-Piano Stils, für den er mit einer Griffweite von bis zu 14 Tasten auch anatomisch prädestiniert war. James P. Johnson berichtet, dass er ihn regelmäßig in Harlem, wo er im Barron Wilkins spielte, vor dem Krieg beobachtete, und auch andere Pianisten berichten von seinem Einfluss auf sie, so Earl Hines, der ihn Pittsburgh spielen sah und berichtet, das stets mehrere Klaviere in Reserve standen, da er mit seinen kräftigen Fingern leicht die Tasten ruinieren konnte. Eubie Blake nannte ihn den größten Pianisten, den er jemals hörte. 1911 wurde sein erstes Musical aufgeführt. Auch der junge George Gershwin ging bei Roberts 1914 „in die Lehre“. 
Während des Ersten Weltkriegs tourte er mit James Reese Europe (1881–1919) Frankreich und England, mit dessen Orchester er schon vor dem Ersten Weltkrieg das Tanz-Duo von Vernon und Irene Castle begleitete. 1916 machte er erste Aufnahmen auf Notenrollen. In den 1920er Jahren komponierte er 14 Musicals und war einer der erfolgreichsten Leiter von „Society“-Orchestern für die New Yorker Geldaristokratie, mit denen er von Newport bis Palm Beach spielte und bis zu 1000 Dollar pro Abend bekam. Sein Orchester spielte z. B. beim Besuch des Herzogs von Windsor in New York 1927. Auch durch Immobilienspekulation wurde er reich, erwies sich innerhalb der Harlems aber immer als generöser Spender. In den 1930er Jahren versuchten beide sich in Konzertauftritten in der Carnegie Hall, wo Roberts 1939 seine „Spanish Suite“ mit seinem International Symphonic Syncopated Orchestra (mit 55 Musikern) aufführte, oder der New Yorker Town Hall. 1940 eröffnete er ein eigenes Lokal „Luckeys Rendezvous“ mit singenden und tanzenden Kellnern, das er bis 1954 betrieb (er selbst war Quäker und rauchte und trank nicht). Noch in den 1960er Jahren schloss er die Komposition für zwei Musicals („Emalina“, „Old Golden Brown“) ab, die aber nicht aufgeführt wurden.
Zu seinen Kompositionen zählen „Junk Man Rag“ (1911, damals ein Hit), „Moonlight Cocktail“ (mit dem er 1941 einen Hit hatte, nachdem er seinen komplizierten Rag „Ripples of the Nile“ vereinfachte), „Pork and Beans“, „Railroad Blues“.